# Dicyphonia plura
Dicyphonia plura är en insektsart som beskrevs av Beamer 1936. Dicyphonia plura ingår i släktet Dicyphonia och familjen dvärgstritar. Inga underarter finns listade i Catalogue of Life.